# Nyugati lugasépítő
A nyugati lugasépítő (Chlamydera guttata) a madarak osztályának verébalakúak (Passeriformes) rendjébe és a lugasépítő-félék (Ptilonorhynchidae) családjába tartozó faj.
A magyar név forrással nincs megerősítve, lehet, hogy az angol név tükörfordítása (Western Bowerbird).

## Előfordulása
Ausztrália területén honos.

## Alfajai
- Chlamydera guttata carteri Mathews, 1920
- Chlamydera guttata guttata Gould, 1862

## Megjelenése
Testhossza 24-28 centiméter, testtömege 120-150 gramm.

## Külső hivatkozások
- Képek az interneten a fajról
- Internet Bird Collection - videók a fajról